# Ticares
O povo Tikar, (em português Ticar) é um termo geral usado para vários grupos étnicos em Camarões. Tem sido usado amplamente em pessoas (e, por exemplo, em objetos de arte étnicos), de modo que se torna profundamente ambíguo.
Há um grupo étnico chamado de ticar que vivem no Ticar (planície), região Adamawa (Província). Falam uma língua bantoide chamada ticar. Sua população é de aproximadamente 25 000 habitantes. (Veja abaixo para outros grupos, aos quais o termo é aplicado). Os Bedzan pigmeus (que também vivem no Ticar partilham a sua língua. As principais cidades ticares, são Banquim, Ngambe Ticar, e Magna.
Os ticares têm elementos de descendência matrilinear e patrilinear. Sua crença popular afirma que durante a gravidez o sangue que a mulher normalmente libera durante a menstruação faça parte do feto. Este sangue é dito de modo a formar a pele, sangue, carne e a maioria dos órgãos. Os ossos, cérebro, coração e os dentes são acreditados a ser formado a partir do esperma do pai. No caso de um filho a masculinidade também vem com isso. Os ticares também estão assinalados como responsáveis pelas máscara.
Eldridge Mohammadou tem escrito extensivamente sobre as origens ticares o qual ele traça a um grupo chamado Ntumu de entre Tibati e Ngaoundere.
Embora o Projeto Josué afirma que a principal religião dos ticares é Islão isto é incerto e pouco provável conceder distribuições regionais de filiação religiosa nos Camarões. A maioria Bamoun são muçulmanos, mas a maioria dos ticares são cristãos como são a maioria da população da província do Noroeste para além dos fulas.
Muito diferente destes ticares, muitos grupos na parte noroeste do país, na província do Noroeste perto da fronteira nigeriana cujas famílias reais rastream ligações à família real ticar. Exemplos disso são o Nso' e o Bamoun (da província Oeste) cujas línguas são diferentes de ticares. Embora seja comum ver declarações como os "Nso' são ticares" que realmente não deve ser considerado como uma declaração sobre a cultura, línguas etc. da maioria das pessoas daquela etnia.
No programa de televisão PBS 2006, African American Lives, o notável afro-americano músico Quincy Jones teve seu DNA testado; o teste mostrou que ele era de descendência ticar. No programa de televisão PBS Finding Your Roots, Afro-americano ex Secretária de Estado Condoleezza Rice soube que ela compartilha herança materna com os ticares.
No dia 19 de novembro de 2024, foi descoberto através de um teste de DNA que o futebolista brasileiro Vinícius Júnior é um descendente dos ticares.